# Kei Kamara
Kei Kamara (Kenema, 1º settembre 1984) è un calciatore sierraleonese, attaccante del FC Cincinnati.

## Carriera

### Club
Dopo essere stato all'Orange County Blue Star, Kamara è passato poi al Columbus Crew nel 2006. Prima della stagione 2008, fu ceduto ai San Jose Earthquakes, in cambio di Brian Carroll. Il 24 luglio 2008 Kamara è stato ceduto allo Houston Dynamo. Il 30 settembre 2008 ha segnato due gol contro i messicani dell'UNAM Pumas in una partita della CONCACAF Champions League. Il 15 settembre 2009 Kamara è stato ceduto ai Sporting Kansas City. Ci rimane per cinque anni collezionando 38 reti e 113 partite.
Nel 2013 viene ceduto al Middlesbrough. Il 14 settembre debutta contro l'Ipswich Town al 63º minuto di gioco. Tre giorni dopo segna il suo primo goal contro il Nottingham Forest. Si ripete poi contro il Bournemouth, Yeovil Town, Doncaster Rovers. Dopo il mancato tesseramento da parte del Wolverhampton Wanderers, torna negli Stati Uniti per firmare con il Columbus Crew. Con 22 reti si aggiudica, insieme a Sebastian Giovinco, il titolo di cannoniere della MLS.
Il 10 dicembre 2017 passa ai canadesi del Vancouver Whitecaps.
Il 18 febbraio 2022 passa al CF Montréal. Durante la stagione, mette a referto nove reti in 32 partite di campionato, divenendo il terzo miglior marcatore assoluto della Major League Soccer.
Il 24 febbraio 2023 passa al Chicago Fire.

### Nazionale
Kamara ha collezionato 29 presenze e 5 gol con la maglia della nazionale, con cui ha esordito nel 2008 e in cui ha costituito una valida coppia d'attacco con Mohamed Kallon. I suoi primi gol in nazionale risalgono alla partita contro São Tomé e Príncipe del 16 giugno 2012, quando realizzò una doppietta nella sfida di qualificazione alla Coppa d'Africa 2013 vinta per 4-2 a Freetown. Escluso dalla nazionale per motivi disciplinari nell'agosto 2019, è tornato a vestire la maglia della selezione sierraleonese nello stesso mese, per poi ritirarsi dalla nazionale nel novembre 2019 a seguito di contrasti con il nuovo commissario tecnico Sellas Tetteh.

## Statistiche
Statistiche aggiornate al 9 dicembre 2024.
| Stagione                      | Club                          | Campionato                    | Campionato | Campionato | Coppe nazionali | Coppe nazionali | Coppe nazionali | Coppe continentali | Coppe continentali | Coppe continentali | Altre coppe | Altre coppe | Altre coppe | Totale | Totale |
| Stagione                      | Club                          | Comp                          | Pres       | Reti       | Comp            | Pres            | Reti            | Comp               | Pres               | Reti               | Comp        | Pres        | Reti        | Pres   | Reti   |
| ----------------------------- | ----------------------------- | ----------------------------- | ---------- | ---------- | --------------- | --------------- | --------------- | ------------------ | ------------------ | ------------------ | ----------- | ----------- | ----------- | ------ | ------ |
| 2006                          | Columbus Crew                 | MLS                           | 19         | 3          | USOC            | 0               | 0               | -                  | -                  | -                  | -           | -           | -           | 19     | 3      |
| 2007                          | Columbus Crew                 | MLS                           | 17         | 2          | USOC            | 0               | 0               | -                  | -                  | -                  | -           | -           | -           | 17     | 2      |
| gen.-lug. 2008                | S.J. Earthquakes              | MLS                           | 12         | 2          | USOC            | 0               | 0               | -                  | -                  | -                  | -           | -           | -           | 12     | 2      |
| lug.-dic. 2008                | Houston Dynamo                | MLS                           | 10+2       | 2+1        | USOC            | 0               | 0               | CCL                | 7                  | 2                  | SL          | 2           | 1           | 21     | 6      |
| gen.-set. 2009                | Houston Dynamo                | MLS                           | 22         | 5          | USOC            | 3               | 0               | CCL                | 1                  | 1                  | -           | -           | -           | 26     | 6      |
| Totale Houston Dynamo         | Totale Houston Dynamo         | Totale Houston Dynamo         | 32+2       | 7+1        |                 | 3               | 0               |                    | 8                  | 3                  |             | 2           | 1           | 47     | 12     |
| set.-dic. 2009                | Sporting Kansas City          | MLS                           | 6          | 1          | USOC            | -               | -               | -                  | -                  | -                  | -           | -           | -           | 6      | 1      |
| 2010                          | Sporting Kansas City          | MLS                           | 29         | 10         | USOC            | 0               | 0               | -                  | -                  | -                  | -           | -           | -           | 29     | 10     |
| 2011                          | Sporting Kansas City          | MLS                           | 30+3       | 9+0        | USOC            | 1               | 0               | -                  | -                  | -                  | -           | -           | -           | 34     | 9      |
| 2012                          | Sporting Kansas City          | MLS                           | 33+2       | 11+0       | USOC            | 2               | 1               | -                  | -                  | -                  | -           | -           | -           | 37     | 12     |
| gen.-mag. 2013                | Norwich City                  | PL                            | 11         | 1          | FACup+CdL       | -               | -               | -                  | -                  | -                  | -           | -           | -           | 11     | 1      |
| mag.-set. 2013                | Sporting Kansas City          | MLS                           | 15         | 7          | USOC            | 1               | 1               | -                  | -                  | -                  | -           | -           | -           | 16     | 8      |
| Totale Sporting Kansas City   | Totale Sporting Kansas City   | Totale Sporting Kansas City   | 113+5      | 38+0       |                 | 4               | 2               |                    | -                  | -                  |             | -           | -           | 122    | 40     |
| 2013-2014                     | Middlesbrough                 | FLC                           | 25         | 4          | FACup+CdL       | 0               | 0               | -                  | -                  | -                  | -           | -           | -           | 25     | 4      |
| 2015                          | Columbus Crew                 | MLS                           | 32+5       | 22+4       | USOC            | 0               | 0               | -                  | -                  | -                  | -           | -           | -           | 37     | 26     |
| 2016                          | Columbus Crew                 | MLS                           | 9          | 5          | USOC            | -               | -               | -                  | -                  | -                  | -           | -           | -           | 9      | 5      |
| Totale Columbus Crew          | Totale Columbus Crew          | Totale Columbus Crew          | 77+5       | 32+4       |                 | 0               | 0               |                    | -                  | -                  |             | -           | -           | 82     | 36     |
| 2016                          | New England Revolution        | MLS                           | 21         | 7          | USOC            | 5               | 2               | -                  | -                  | -                  | -           | -           | -           | 26     | 9      |
| 2017                          | New England Revolution        | MLS                           | 31         | 12         | USOC            | 2               | 0               | -                  | -                  | -                  | -           | -           | -           | 33     | 12     |
| Totale New England Revolution | Totale New England Revolution | Totale New England Revolution | 52         | 19         |                 | 7               | 2               |                    | -                  | -                  |             | -           | -           | 59     | 21     |
| 2018                          | Vancouver Whitecaps           | MLS                           | 28         | 14         | CC              | 3               | 3               | -                  | -                  | -                  | -           | -           | -           | 31     | 17     |
| 2019                          | Colorado Rapids               | MLS                           | 29         | 14         | USOC            | 0               | 0               | -                  | -                  | -                  | -           | -           | -           | 29     | 14     |
| feb.-set. 2020                | Colorado Rapids               | MLS                           | 6          | 2          | -               | -               | -               | -                  | -                  | -                  | MisB        | 3           | 1           | 9      | 3      |
| Totale Colorado Rapids        | Totale Colorado Rapids        | Totale Colorado Rapids        | 35         | 16         |                 | 0               | 0               |                    | -                  | -                  |             | 3           | 1           | 38     | 17     |
| set.-dic. 2020                | Minnesota United              | MLS                           | 7+2        | 1+0        | -               | -               | -               | -                  | -                  | -                  | -           | -           | -           | 9      | 1      |
| 2021                          | HIFK                          | VL                            | 9+5        | 5+0        | -               | -               | -               | -                  | -                  | -                  | -           | -           | -           | 14     | 5      |
| 2022                          | CF Montréal                   | MLS                           | 32+1       | 9+0        | CC              | 2               | 0               | CCL                | 3                  | 0                  | -           | -           | -           | 38     | 9      |
| 2023                          | Chicago Fire                  | MLS                           | 27         | 5          | USOC            | 3               | 0               |                    | -                  | -                  | LC          | 1           | 1           | 31     | 6      |
| 2024                          | Los Angeles FC                | MLS                           | 27+3       | 3+0        | USOC            | 4               | 2               | -                  | -                  | -                  | LC          | 6           | 3           | 40     | 8      |
| Totale                        | Totale                        | Totale                        | 509        | 161        |                 | 26              | 9               |                    | 11                 | 3                  |             | 12          | 6           | 558    | 179    |

### Cronologia presenze e reti in nazionale
| Cronologia completa delle presenze e delle reti in nazionale ― Sierra Leone | Cronologia completa delle presenze e delle reti in nazionale ― Sierra Leone | Cronologia completa delle presenze e delle reti in nazionale ― Sierra Leone | Cronologia completa delle presenze e delle reti in nazionale ― Sierra Leone | Cronologia completa delle presenze e delle reti in nazionale ― Sierra Leone | Cronologia completa delle presenze e delle reti in nazionale ― Sierra Leone | Cronologia completa delle presenze e delle reti in nazionale ― Sierra Leone | Cronologia completa delle presenze e delle reti in nazionale ― Sierra Leone |
| Data                                                                        | Città                                                                       | In casa                                                                     | Risultato                                                                   | Ospiti                                                                      | Competizione                                                                | Reti                                                                        | Note                                                                        |
| --------------------------------------------------------------------------- | --------------------------------------------------------------------------- | --------------------------------------------------------------------------- | --------------------------------------------------------------------------- | --------------------------------------------------------------------------- | --------------------------------------------------------------------------- | --------------------------------------------------------------------------- | --------------------------------------------------------------------------- |
| 1-6-2008                                                                    | Malabo                                                                      | Guinea Equatoriale                                                          | 2 – 0                                                                       | Sierra Leone                                                                | Qual. Mondiali 2010                                                         | -                                                                           |                                                                             |
| 7-6-2008                                                                    | Freetown                                                                    | Sierra Leone                                                                | 0 – 1                                                                       | Nigeria                                                                     | Qual. Mondiali 2010                                                         | -                                                                           | 75’                                                                         |
| 14-6-2008                                                                   | Freetown                                                                    | Sierra Leone                                                                | 1 – 0                                                                       | Sudafrica                                                                   | Qual. Mondiali 2010                                                         | -                                                                           | 88’ 89’                                                                     |
| 21-6-2008                                                                   | Pretoria                                                                    | Sudafrica                                                                   | 0 – 0                                                                       | Sierra Leone                                                                | Qual. Mondiali 2010                                                         | -                                                                           | 45+2’ 89’                                                                   |
| 11-10-2008                                                                  | Abuja                                                                       | Nigeria                                                                     | 4 – 1                                                                       | Sierra Leone                                                                | Qual. Mondiali 2010                                                         | -                                                                           |                                                                             |
| 5-9-2010                                                                    | Il Cairo                                                                    | Egitto                                                                      | 1 – 1                                                                       | Sierra Leone                                                                | Qual. Coppa d'Africa 2012                                                   | -                                                                           | 51’                                                                         |
| 27-3-2011                                                                   | Niamey                                                                      | Niger                                                                       | 3 – 1                                                                       | Sierra Leone                                                                | Qual. Coppa d'Africa 2012                                                   | -                                                                           | 73’                                                                         |
| 4-6-2011                                                                    | Freetown                                                                    | Sierra Leone                                                                | 1 – 0                                                                       | Niger                                                                       | Qual. Coppa d'Africa 2012                                                   | -                                                                           | 60’                                                                         |
| 3-9-2011                                                                    | Freetown                                                                    | Sierra Leone                                                                | 2 – 1                                                                       | Egitto                                                                      | Qual. Coppa d'Africa 2012                                                   | -                                                                           |                                                                             |
| 8-10-2011                                                                   | Mbombela                                                                    | Sudafrica                                                                   | 0 – 0                                                                       | Sierra Leone                                                                | Qual. Coppa d'Africa 2013                                                   | -                                                                           |                                                                             |
| 2-6-2012                                                                    | Freetown                                                                    | Sierra Leone                                                                | 2 – 1                                                                       | Capo Verde                                                                  | Qual. Mondiali 2014                                                         | -                                                                           |                                                                             |
| 9-6-2012                                                                    | Malabo                                                                      | Guinea Equatoriale                                                          | 2 – 2                                                                       | Sierra Leone                                                                | Qual. Mondiali 2014                                                         | -                                                                           |                                                                             |
| 16-6-2012                                                                   | Freetown                                                                    | Sierra Leone                                                                | 4 – 2                                                                       | São Tomé e Príncipe                                                         | Qual. Coppa d'Africa 2013                                                   | 2                                                                           |                                                                             |
| 8-9-2012                                                                    | Freetown                                                                    | Sierra Leone                                                                | 2 – 2                                                                       | Tunisia                                                                     | Qual. Coppa d'Africa 2013                                                   | -                                                                           |                                                                             |
| 13-10-2012                                                                  | Monastir                                                                    | Tunisia                                                                     | 0 – 0                                                                       | Sierra Leone                                                                | Qual. Coppa d'Africa 2013                                                   | -                                                                           |                                                                             |
| 23-3-2013                                                                   | Radès                                                                       | Tunisia                                                                     | 2 – 1                                                                       | Sierra Leone                                                                | Qual. Mondiali 2014                                                         | -                                                                           |                                                                             |
| 8-6-2013                                                                    | Freetown                                                                    | Sierra Leone                                                                | 2 – 2                                                                       | Tunisia                                                                     | Qual. Mondiali 2014                                                         | -                                                                           | 59’                                                                         |
| 7-9-2013                                                                    | Freetown                                                                    | Sierra Leone                                                                | 3 – 2                                                                       | Guinea Equatoriale                                                          | Qual. Mondiali 2014                                                         | -                                                                           | 69’                                                                         |
| 18-5-2014                                                                   | Lobamba                                                                     | eSwatini                                                                    | 1 – 1                                                                       | Sierra Leone                                                                | Amichevole                                                                  | -                                                                           |                                                                             |
| 31-5-2014                                                                   | Freetown                                                                    | Sierra Leone                                                                | 1 – 0                                                                       | eSwatini                                                                    | Qual. Coppa d'Africa 2015                                                   | -                                                                           |                                                                             |
| 19-7-2014                                                                   | Freetown                                                                    | Sierra Leone                                                                | 2 – 0                                                                       | Seychelles                                                                  | Qual. Coppa d'Africa 2015                                                   | -                                                                           |                                                                             |
| 6-9-2014                                                                    | Abidjan                                                                     | Costa d'Avorio                                                              | 2 – 1                                                                       | Sierra Leone                                                                | Qual. Coppa d'Africa 2015                                                   | 1                                                                           |                                                                             |
| 10-9-2014                                                                   | Lubumbashi                                                                  | Sierra Leone                                                                | 0 – 2                                                                       | RD del Congo                                                                | Qual. Coppa d'Africa 2015                                                   | -                                                                           | Cap.                                                                        |
| 6-9-2015                                                                    | Port Harcourt                                                               | Sierra Leone                                                                | 0 – 0                                                                       | Costa d'Avorio                                                              | Qual. Coppa d'Africa 2017                                                   | -                                                                           |                                                                             |
| 3-9-2016                                                                    | Bouaké                                                                      | Costa d'Avorio                                                              | 1 – 1                                                                       | Sierra Leone                                                                | Qual. Coppa d'Africa 2017                                                   | 1                                                                           |                                                                             |
| 10-6-2017                                                                   | Freetown                                                                    | Sierra Leone                                                                | 2 – 1                                                                       | Kenya                                                                       | Qual. Coppa d'Africa 2019                                                   | -                                                                           |                                                                             |
| 9-9-2018                                                                    | Awassa                                                                      | Etiopia                                                                     | 1 – 0                                                                       | Sierra Leone                                                                | Qual. Coppa d'Africa 2019                                                   | -                                                                           | Cap.                                                                        |
| 4-9-2019                                                                    | Monrovia                                                                    | Liberia                                                                     | 3 – 1                                                                       | Sierra Leone                                                                | Qual. Mondiali 2022                                                         | -                                                                           |                                                                             |
| 8-9-2019                                                                    | Freetown                                                                    | Sierra Leone                                                                | 1 – 0                                                                       | Liberia                                                                     | Qual. Mondiali 2022                                                         | 1                                                                           |                                                                             |
| 13-11-2020                                                                  | Benin City                                                                  | Nigeria                                                                     | 4 – 4                                                                       | Sierra Leone                                                                | Qual. Coppa d'Africa 2021                                                   | -                                                                           |                                                                             |
| 17-11-2020                                                                  | Freetown                                                                    | Sierra Leone                                                                | 0 – 0                                                                       | Nigeria                                                                     | Qual. Coppa d'Africa 2021                                                   | -                                                                           |                                                                             |
| 27-3-2021                                                                   | Maseru                                                                      | Lesotho                                                                     | 0 – 0                                                                       | Sierra Leone                                                                | Qual. Coppa d'Africa 2021                                                   | -                                                                           |                                                                             |
| 15-6-2021                                                                   | Conakry                                                                     | Sierra Leone                                                                | 2 – 1                                                                       | Benin                                                                       | Qual. Coppa d'Africa 2021                                                   | 1                                                                           |                                                                             |
| 6-10-2021                                                                   | El Jadida                                                                   | Sierra Leone                                                                | 1 – 1                                                                       | Sudan del Sud                                                               | Amichevole                                                                  | -                                                                           | 61’                                                                         |
| 9-10-2021                                                                   | El Jadida                                                                   | Gambia                                                                      | 1 – 2                                                                       | Sierra Leone                                                                | Amichevole                                                                  | 1                                                                           |                                                                             |
| 13-11-2021                                                                  | Sapanca                                                                     | Comore                                                                      | 2 – 0                                                                       | Sierra Leone                                                                | Amichevole                                                                  | -                                                                           |                                                                             |
| 11-1-2022                                                                   | Douala                                                                      | Algeria                                                                     | 0 – 0                                                                       | Sierra Leone                                                                | Coppa d'Africa 2021 - 1º turno                                              | -                                                                           |                                                                             |
| 16-1-2022                                                                   | Douala                                                                      | Costa d'Avorio                                                              | 2 – 2                                                                       | Sierra Leone                                                                | Coppa d'Africa 2021 - 1º turno                                              | -                                                                           | 83’                                                                         |
| 20-1-2022                                                                   | Limbe                                                                       | Sierra Leone                                                                | 0 – 1                                                                       | Guinea Equatoriale                                                          | Coppa d'Africa 2021 - 1º turno                                              | -                                                                           |                                                                             |
| 13-11-2024                                                                  | Abidjan                                                                     | Ciad                                                                        | 1 – 1                                                                       | Sierra Leone                                                                | Qual. Coppa d'Africa 2025                                                   | -                                                                           | 76’                                                                         |
| 20-3-2025                                                                   | Monrovia                                                                    | Sierra Leone                                                                | 3 – 1                                                                       | Guinea-Bissau                                                               | Qual. Mondiali 2026                                                         | -                                                                           | 41’                                                                         |
| 25-3-2025                                                                   | Il Cairo                                                                    | Egitto                                                                      | 1 – 0                                                                       | Sierra Leone                                                                | Qual. Mondiali 2026                                                         | -                                                                           | cap. 73’                                                                    |
| Totale                                                                      |                                                                             | Presenze                                                                    | 42                                                                          |                                                                             | Reti                                                                        | 7                                                                           |                                                                             |

## Palmarès

### Club
- Lamar Hunt U.S. Open Cup: 2

Sporting Kansas City: 2012
Los Angeles FC: 2024

### Individuale
- MLS Best XI: 1

2015
- Capocannoniere della Major League Soccer: 1

2015 (22 gol, a pari merito con Sebastian Giovinco)
- Capocannoniere del Canadian Championship: 1

2018 (3 gol)